# Одентон (Меріленд)
Одентон (англ. Odenton) — переписна місцевість (CDP) в США, в окрузі Енн-Арундел штату Меріленд. Населення — 42 947 осіб (2020).

## Географія
Одентон розташований за координатами 39°3′58″ пн. ш. 76°41′38″ зх. д. / 39.06611° пн. ш. 76.69389° зх. д. (39.066138, -76.693806).  За даними Бюро перепису населення США в 2010 році переписна місцевість мала площу 38,27 км², уся площа — суходіл.

## Демографія
Згідно з переписом 2010 року, у переписній місцевості мешкали 37 132 особи в 14 672 домогосподарствах у складі 9791 родини. Густота населення становила 970 осіб/км².  Було 15319 помешкань (400/км²).
Расовий склад населення:
| - 65,3 % — білих - 23,0 % — чорних або афроамериканців - 5,5 % — азіатів - 0,4 % — корінних американців - 0,1 % — вихідців з тихоокеанських островів - 1,6 % — осіб інших рас |

До двох чи більше рас належало 4,1 %. Частка іспаномовних становила 5,9 % від усіх жителів.
За віковим діапазоном населення розподілялося таким чином: 24,8 % — особи молодші 18 років, 65,3 % — особи у віці 18—64 років, 9,9 % — особи у віці 65 років та старші. Медіана віку мешканця становила 35,7 року. На 100 осіб жіночої статі у переписній місцевості припадало 91,0 чоловіків;  на 100 жінок у віці від 18 років та старших — 87,9 чоловіків також старших 18 років.
Середній дохід на одне домашнє господарство  становив 110 266 доларів США (медіана — 94 428), а середній дохід на одну сім'ю — 127 563 долари (медіана — 110 332). Медіана доходів становила 76 080 доларів для чоловіків та 63 139 доларів для жінок. За межею бідності перебувало 4,3 % осіб, у тому числі 4,6 % дітей у віці до 18 років та 6,0 % осіб у віці 65 років та старших.
Цивільне працевлаштоване населення становило 20 309 осіб. Основні галузі зайнятості: публічна адміністрація — 25,3 %, освіта, охорона здоров'я та соціальна допомога — 17,3 %, науковці, спеціалісти, менеджери — 15,0 %.